# Eisenbahnbetriebswissenschaft
Eisenbahnbetriebswissenschaft ist eine sich mit dem Bahnbetrieb befassende Teildisziplin der Verkehrswissenschaften.

## Aufgaben
Ziel der Eisenbahnbetriebswissenschaft ist die Bewertung und Optimierung des Bahnbetriebs durch mathematische Modellierung. Hierzu wird dieser in unterschiedlichen Detaillierungsgraden mittels Simulationen und Analysen auf Basis der Warteschlangentheorie erforscht. Weiterhin finden auch sogenannte konstruktive Verfahren Anwendung, bei denen Fahrpläne neu aufgestellt und mit dem Ist-Fahrplan abgeglichen werden. Derartige Untersuchungen werden auch als Eisenbahnbetriebswissenschaftliche Untersuchungen (EBWU) bezeichnet.
In eisenbahnbetrieblichen Simulationen wird ein Bahnbetrieb nach bestimmten Regeln mit stochastischen Bandbreiten in verschiedenen Varianten berechnet und aus der Zusammenfassung Leistungskennwerte, wie etwa Verspätungsveränderungen ermittelt. Bei eisenbahnbetrieblichen Analysen werden diese Leistungskennwerte aus vorhandenen infrastrukturellen und betrieblichen Gegebenheiten ermittelt. 
Ein Hauptaugenmerk liegt hierbei auf der Leistungsuntersuchung der Eisenbahninfrastruktur und der Stabilität des Bahnbetriebes, insbesondere der Entwicklung von Verspätungen. Die Perspektiven können hierbei in die Zukunft gerichtet sein, um zukünftigen Betrieb und Infrastruktur zu bewerten und zu planen oder in die Vergangenheit bzw. Gegenwart um aktuellen Betrieb und Infrastruktur zu erforschen und daraus Verbesserungen abzuleiten.

## Computerprogramme
Als Hilfsmittel der Eisenbahnbetriebswissenschaften werden verschiedene Computerprogramme wie etwa Strele, LUKS, OpenTrack oder RailSys zur Analyse und Simulation eingesetzt.

## Forschungseinrichtungen
Neben den eisenbahnbetriebswissenschaftlichen Abteilungen der Deutschen Bahn in Berlin und Dresden existieren in Deutschland unter anderem an folgenden Technischen Universitäten eisenbahnbetriebswissenschaftliche Forschungseinrichtungen: RWTH Aachen, TU Berlin, TU Braunschweig, TU Darmstadt und TU Dresden.

## Eisenbahnbetriebslabore
Zur Simulation des Bahnbetriebs werden neben virtuellen Simulationen auch Eisenbahnbetriebslabore eingesetzt. In diesen werden fahrdienstliche und Dispositive Entscheidungen nicht durch einen Algorithmus übernommen, sondern durch menschliche Eingriffe gesteuert. Der Eisenbahnbetrieb kann hierbei virtuell oder als Modelleisenbahn simuliert werden.